# Unter uns – Geschichten aus dem Leben
Unter uns – Geschichten aus dem Leben, kurz Unter uns, war eine deutsche Talkshow, die von November 1994 bis Juni 2016 zweimal monatlich in mehreren Dritten Programmen der ARD ausgestrahlt wurde.

## Geschichte

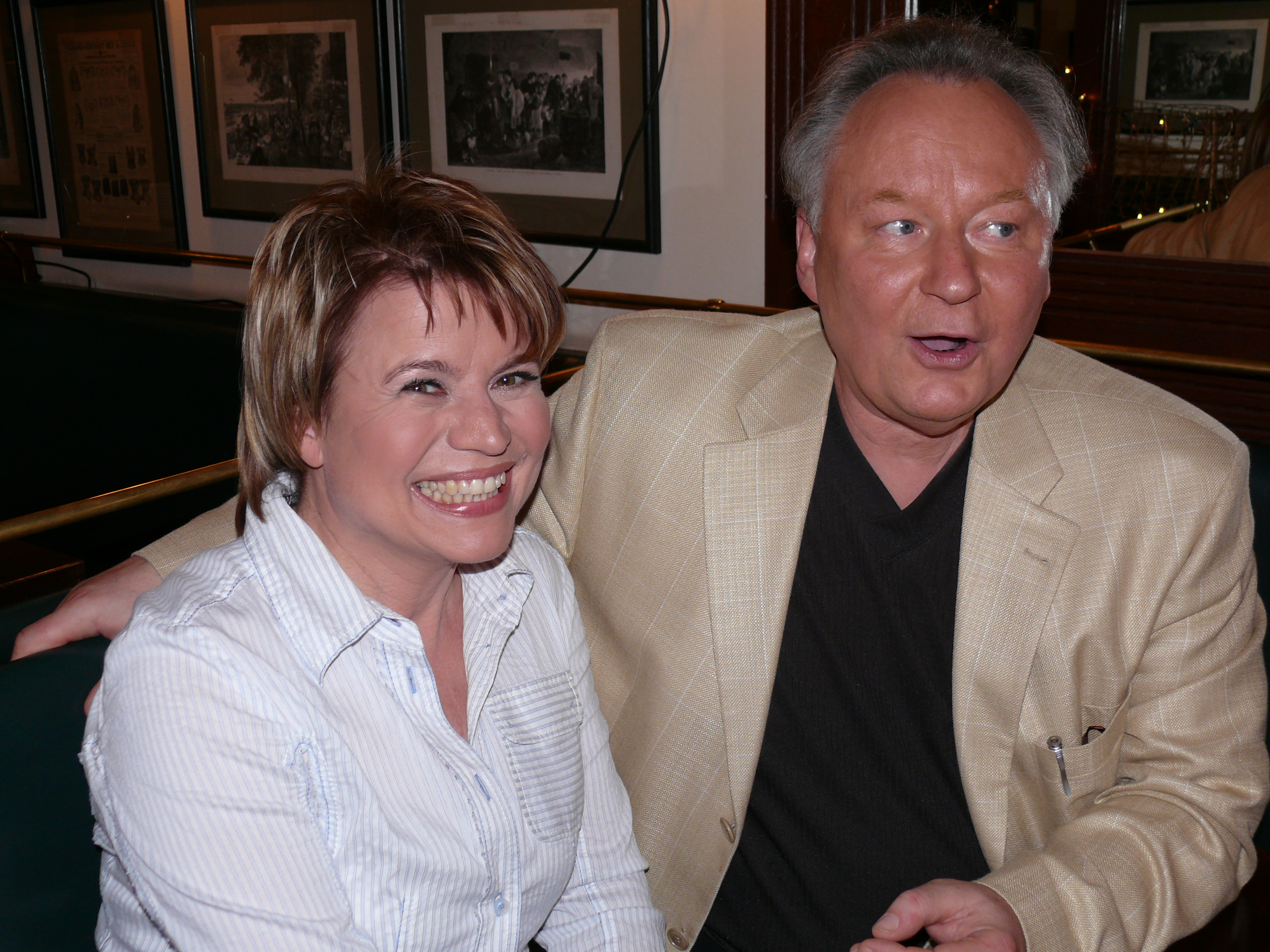
Ulrike Nitzschke in Unter uns im Gespräch mit dem Schauspieler Wolfgang Hosfeld

Initiiert wurde die Reihe von Ulrike Nitzschke, die die Sendung von 1994 bis 2008 moderierte. Am 16. Januar 2004 erhielt sie Verstärkung durch Axel Bulthaupt als Co-Moderator. 2008 wurde sie durch Griseldis Wenner abgelöst.
In der Sendung werden Bürger der Bundesländer Sachsen, Sachsen-Anhalt und Thüringen vorgestellt, die ungewöhnliche Erlebnisse durchgemacht haben und darüber erzählen. Auch Prominente waren in der Sendung mit persönlichen Geschichten zu Gast, u. a. Musikerin Chris Doerk, die Sängerin Regina Thoss, Schauspieler Wolfgang Hosfeld, Schauspielerin Anita Kupsch, Musiker G.G. Anderson und Dieter Birr.
Der Produktionsort war bis 2008 das Café Anger-Maier. Ende 2008 wurde das Café geschlossen. Der Talk siedelte anschließend nach Weimar um und wurde bis Ende 2012 aus der Gasthausbrauerei Felsenkeller übertragen. Seit Januar 2013 wurde Unter uns aus der Media City Leipzig übertragen. Am 3. Juni 2016 wurde die Sendereihe nach 22 Jahren und 431 Folgen eingestellt.